# Montes da Senhora
Montes da Senhora is een plaats (freguesia) in de Portugese gemeente Proença-a-Nova en telt 925 inwoners (2001).